# Dones al Turkmenistan
Les dones del Turkmenistan són dones nascudes, que viuen o provenen del Turkmenistan. El paper de la dona a Turkmenistan mai s'ha conformat amb els estereotips occidentals sobre les dones musulmanes. Encara que existeix una divisió del treball i les dones generalment no són actrius visibles en assumptes polítics fora de la llar. Les dones turcmanes mai no han usat un vel similar al de les dones d'alguns dels seus països veïns.
Com que Turkmenistan és una nació tribal, els costums en relació amb les dones poden variar dins del país; per exemple, les dones de la part oriental del país poden beure alcohol, mentre que les dones que viuen a la part central del país, especialment les de la tribu Tekke, no se'les permet que consumeixin alcohol. La majoria de les dones posseeixen una gran quantitat d'habilitats i oficis altament especialitzats, especialment aquells relacionats amb la llar i el seu manteniment.
Durant el període soviètic, les dones es van fer càrrec de l'observança d'alguns ritus musulmans per protegir les carreres dels seus marits.
Moltes dones van entrar al mercat laboral per la necessitat econòmica, un factor que va interrompre algunes pràctiques familiars tradicionals i va augmentar la incidència del divorci. Al mateix temps, les dones urbanes amb estudis van ingressar a serveis i carreres professionals.

## Història
Turkmenistan és un país de l'Àsia central. Al llarg dels segles, el territori del Turkmenistan actual ha estat sotmès a nombroses civilitzacions, com l'Imperi Persa, l'Imperi Sassànida, la conquesta d'Alexandre el Gran, musulmans, mongols, pobles turcs i russos. Durant la major part del segle xx formava part de la Unió Soviètica, fins a la seva caiguda el 1991. Igual que amb altres estats soviètics anteriors, a la dècada del 1990 es va enfonsar i el país va experimentar problemes socials. Avui, Turkmenistan és d'aproximadament la meitat del medi urbà i l'altra meitat del medi rural.
La seva població és majoritàriament musulmana (89%), però també hi ha una important minoria ortodoxa oriental. La taxa de fecunditat total és 2,09 nens nascuts per dona (2015).

## Importància cultural de les dones a Turkmenistan
La cuina és la principal zona de treball de les dones en una àrea independent. Algunes llars tenen una petita habitació per fer menjar i guardar els estris. De vegades, les veïnes o familiars ajuden a la dona d'una casa en el treball de la llar, o poden portar les seves tasques domèstiques per a treballar juntes i socialitzar. La preparació d'aliments es realitza a l'aire lliure. Les tasques, com ara fumar carn i fer pastar el blat de moro, són realitzades pels homes i sovint es converteixen en una oportunitat social.
S'espera que les dones mantinguin una distància respecte als homes. Els homes i les dones poden seure i menjar junts en un lloc, però estan segregats en ocasions socials. Algunes dones continuen utilitzant el yaşmak (un mocador de cap) durant el primer any de matrimoni. L'esposa agafa la cantonada del yaşmak amb les dents per mostrar una barrera important cap als convidats masculins i mostrar respecte als seus sogres. El yaşmak també impedeix la comunició. L'esposa pot deixar de cobrir el cap amb un yaşmak després d'un any del seu casament, després del naixement del seu primer fill o d'una decisió dins de la família.

## Població femenina de Turkmenistan
La població total de Turkmenistan és de 5.171.943 habitants (juliol de 2014), amb una proporció entre la població total de 0,98 homes per dona (2014).

## La roba brillant de les dones
Els turcmans són persones que prenen atenció, i això és especialment cert per a les dones. Les dones es vesteixen amb peces de seda o vellut que la cobreixen fins als turmells, que solen ser una barreja de taronges brillants, morades, grogues, blaves i verdes. Els escots estan adornats amb elaborades costures d'or que decoren el coll fins al melic. La rica decoració del cap, la bijuteria i els brodats amb una gran decoració són part de la seva rutina.

## L'estatus de la dona a Turkmenistan
La civilització turcmana ha experimentat la transformació del paper de les dones respecte a l'home de casa com a líder bàsic de la família. Això va ser després d'un pla seguit pel govern, que va provocar un canvi en els valors i principis socials a nivell nacional.
Després de separar-se de la Unió Soviètica, diverses iniciatives, organitzacions i establiments es van convertir en insolvents a Turkmenistan, que van provocar un fort augment de la desocupació. Els homes, sent els principals proveïdors de la família, van començar a importar articles i aliments per vendre al mercat local. Tanmateix, això va ser perseguit pels agents de la patrulla fronterera i els policies. Va ser llavors quan les dones es van convertir en les assalariades. No obstant això, a principis de la dècada del 1990, gràcies a l'enfocament social, els policies no s'enfronten, ni examinen, ni ofenen a les dones. Posteriorment, les dones es van involucrar en un tipus d'empresa privada més acceptada, comercialitzant productes procedents d'ultramar.

## Desequilibri de gènere
Atès que els homes no tenien cap oportunitat de trobar ocupació al seu propi país, molts homes van abandonar el país en recerca de treball. Van viatjar principalment a Turquia, Rússia i Emirats Àrabs Units. Això també va conduir a la nació cap a l'addicció a les drogues, que va prosperar durant la dècada del 1990 i va provocar una reducció substancial de la població masculina del país capaç de sustentar a les seves famílies. Aquestes circumstàncies van provocar un gran desequilibri de gènere, que va crear un desafiament per a les dones tenir una família. Algunes es van establir per viure com a segones o terceres cònjuges d'homes pròspers o per tenir fills fora del matrimoni.

## Mesures per potenciar l'apoderament de gènere
La mesura d'apoderament de gènere revela que les dones turcomanes tenen un paper important dins del domini financer i governamental. Destaca la participació financera de les dones i la seva capacitat directiva, i determina les desigualtats de gènere en les activitats d'àmbit de política comercial.

## Turcmanes destacades
- Akja Nurberdiýewa (política)
- Aksoltan Ataýewa (política)
- Anastasiya Prenko (esportista)
- Annagul Annakuliyeva (actriu)
- Annasoltan Kekilova (escriptora)
- Aygyl Tajiyeva (política)
- Bakhargul Kerimova (escriptora)
- Darya Semyonova (esportista)
- Galina Atayeva (esportista)
- Gozel Nuraliyeva (política)
- Gülbadam Babamuratowa (esportista)
- Gülnabat Kadyrowa (esportista)
- Gülnar Haýytbaýewa (esportista)
- Gülşat Mämmedowa (política)
- Jahana Bayramova (esportista)
- Jennet Saryýewa (esportista)
- Kristina Şermetowa (esportista)
- Larisa Kositsyna (esportista)
- Mähri Pirgulyýewa (cantant)
- Maya Kuliyeva (actriu)
- Maya-Gozel Aimedova (actriu)
- Maýsa Rejepowa (esportista)
- Medeniyet Shahberdiyeva (cantant)
- Muza Niyazova (política)
- Nasiba Surkiýewa (esportista)
- Olesýa Nazarenko (esportista)
- Olga Hachatryan (esportista)
- Olga Mizgireva (pintora)
- Ruşana Nurjawowa (esportista)
- Sabira Ataeva (actriu)
- Şemşat Annagylyjowa (política)
- Sona Yazova (escriptora)
- Svetlana Pessova (esportista)
- Valentina Meredova (esportista)
- Viktoriya Brigadnaya (esportista)
- Ýaňyl Kawisowa (esportista)
- Ýeketerina Arabowa (esportista)
- Yelena Rojkova (esportista)
- Ýelena Rýabowa (esportista)
- Ýulduz Jumabaýewa (esportista)